# Herbert Quelle
Herbert Quelle (* 27. Dezember 1953 in Herford) ist ein ehemaliger deutscher Diplomat, der 2019 in den Ruhestand trat. Seit Juli 2019 lebt er in Berlin und wirkt als Schriftsteller (Monika's Blues, Kein falscher Zungenschlag: Black Music Matters), Komponist, Texter und Musiker (Gesang, Mundharmonika, Klavier, Gitarre).

## Leben
Nach dem Abitur am Ravensberger Gymnasium Herford (1973) studierte Quelle in Göttingen Anglistik, Politikwissenschaften und Musikwissenschaft. 1979 absolvierte er die wissenschaftliche Prüfung für das Lehramt an Höheren Schulen.
1980 trat Quelle in den Auswärtigen Dienst ein. Nach dem zweijährigen Vorbereitungsdienst folgte 1982 seine erste Auslandsverwendung am deutschen Generalkonsulat in Los Angeles. Nachdem er von 1985 bis 1988 wieder im Auswärtigen Amt in Bonn tätig gewesen war, arbeitete er von 1988 bis 1991 an der deutschen Botschaft in Pretoria und von 1991 bis 1995 als Ständiger Vertreter an der deutschen Botschaft in Havanna. Von 1995 bis 2000 war Quelle stellvertretender Referatsleiter im Auswärtigen Amt, anschließend leitete er von 2000 bis 2003 den Wirtschaftsdienst an der deutschen Botschaft in Warschau. Nachdem er ab 2003 in Berlin als Referatsleiter gewirkt hatte, wurde er 2006 zum Leiter der Wirtschaftsabteilung an der deutschen Botschaft in London ernannt. Von 2010 bis 2013 war er als Nachfolger von Peer Christopher Stanchina deutscher Botschafter in Aserbaidschan. Nach einem einjährigen Aufenthalt am Generalkonsulat Boston, mit Teilnahme am Harvard International Weatherhead Center Fellowship Program, leitete Quelle von 2014 bis Juni 2019 das Generalkonsulat Deutschlands in Chicago, USA.

## Schriftstellerisches Wirken
Im Juli 2020 erschien sein erster deutschsprachiger Roman "Kein falscher Zungenschlag: Black Music Matters", der die Mundharmonika ins Zentrum der deutsch-amerikanischen Beziehungen von der Mitte des 19. Jahrhunderts bis heute rückt. Deutschlandfunk Kultur - Lesart nannte das Buch in einer Vorstellung vom 19. September 2020 "eine kurzweilige Mischung zwischen Fiktion und Sachbuch".
Im Dezember 2016 veröffentlichte NCSA Literatur, Indianapolis, die englischsprachige Novelle „Monika's Blues“, in der Herbert Quelle über die Verbindung zwischen der deutschen Mundharmonika und der afroamerikanischen Blueskultur erzählt. Von 1860 bis in die 1980er Jahre haben die USA ca. 250 Millionen Mundharmonikas aus Deutschland importiert. Afroamerikanische Musiker entdeckten neue tonale Ausdrucksmöglichkeiten des Instruments und wirkten stilbildend, was zur andauernd hohen Popularität der Mundharmonika im Blues und anderen musikalischen Genres beiträgt. Am 11. März 2017 sendete DW-Tv deutsch- und englischsprachig ein Feature über das Buch.
Frühere Veröffentlichungen:
- mit Corinna Niestrath-Quelle (Fotos): Vaterland oder Tod - Parolen der kubanischen Revolution. NORA Verlag, Berlin 2006, ISBN 3-86557-067-4.
- mit Gene Nolan (Zeichnungen): Papa, was macht das Meer mit deiner Brille? (books.apple.com, i-tunes Download)

## Musikalisches Wirken
- Deutsche Nationalhymne, Arrangement von Thomas Gunther im Dreierjazzbeat (Mundharmonika) (thomasguntherproductions.bandcamp.com)
- „Western Honeymoon“, Protestballade gegen „Ehrenmorde“ am Beispiel von Hatun Sürücü, Berlin (youtube.com)
- Ode an die Freude - Radosci Rock, arrangiert aus Anlass des Beitritts Polens zur EU (youtube.com)
- Diverse Konzertmitschnitte auf Youtube unter „herbieqkeys“
- 30 eigenkomponierte und getextete Songs
- GEMA Mitglied